# Meridiano 1 (satélite)
Meridiano 1 (Ruso: Меридиан-1), también conocido como Meridian No.11L y Meridian 1, era un satélite de comunicaciones ruso. Fue el primer satélite que se lanzó como parte del sistema Meridian, que reemplaza a la serie Mólniya más antigua.
Meridian 1 fue el primer satélite del gobierno ruso lanzado por un cohete Soyuz-2. Se utilizó la configuración Soyuz-2.1a, junto con una etapa superior Fregat. El lanzamiento se produjo desde el Sitio 43/4 del Cosmódromo de Plesetsk a las 08:34:44 GMT del 24 de diciembre de 2006.
Fue construido por ISS Reshetnev y se cree que se basa en el bus satelital Uragan-M, que también se ha utilizado para satélites de navegación GLONASS. Opera en una órbita de Mólniya con un perigeo de 900 kilómetros, un apogeo de 39 000 kilómetros y una inclinación de 65°.
El satélite entró en servicio el 1 de febrero de 2007. En mayo de 2009 había fallado. NPO-PM informó que un impacto con un pedazo de escombros había causado el mal funcionamiento de la nave espacial.